# Ewhurst (Surrey)
Pour les articles homonymes, voir Ewhurst.
Ewhurst est une paroisse civile et un village du Surrey, en Angleterre.